# Hayn (Harz)
Hayn is een plaats en voormalige gemeente in de Duitse deelstaat Saksen-Anhalt, en maakt deel uit van de Landkreis Mansfeld-Südharz.
Hayn (Harz) telt 592 inwoners.